# August Adolph Bruno Marquardt

Bruno Marquardt, Der Schwefelfluss bei Simpsonhafen [Rabaul, New East Britain]. Die Aufnahme ist zwischen Februar und April 1908 entstanden

August Adolph Bruno Marquardt (* 4. Mai 1878 in Berlin; † 11. Juni 1916 bei Verdun) war ein deutscher Maler und Pionier der Farbfotografie.

## Leben
Bruno Marquardt wuchs in bürgerlichen Verhältnissen auf. Seine Eltern waren der Traiteur August F. O. Marquardt (1847–1898) und Emilie Sophie Louise Marquardt, geborene Weimar (1857–vor 1916). August Marquardt war mit seiner Firma Borges & Marquardt unter anderem Hoflieferant des preußischen Königshauses.

Bruno Marquardt, das Kap Utuma [Samoa]. Die Aufnahme ist wahrscheinlich im Juni 1908 gemacht worden

Nach seinem Schulabschluss besuchte Marquardt als Gasthörer im Fach Chemie 1896/7 die Königlich Technische Hochschule Charlottenburg. Nach dem Tod seines Vaters 1898 begann er eine Ausbildung zum Maler an der Berliner Kunstakademie bei dem Landschaftsmaler Eugen Bracht. Als dieser einen Ruf an die Kunstakademie Dresden erhielt, folgte ihm Marquardt nach Dresden. Er erweiterte seine Kenntnisse 1903–1904 an der Kunstakademie Königsberg, wo er bei Ludwig Dettmann studierte. Im Anschluss ließ er sich als Kunstmaler in Berlin nieder. Um 1905–1906 war er als Gaststudent an der Academie Julian in Paris. Die Berliner Akademie der Künste verlieh Marquardt 1907 den Preis der Michael Beer Stiftung, den er mit dem Maler und Holzschneider Karl Alexander Brendel und dem Kupferstecher Ludwig Schäfer teilte.

### Pazifik-Reise

Bruno Marquardt, Blick auf die Klarabucht mit den Iltisbergen; Strandhotel und Badestrand. [Quingdao] September/Oktober 1908

Der Internationale Weltverlag in Berlin engagierte Marquardt 1907 neben Robert Lohmeyer (1879–1959) und Eduard Kiewning (1843–1937), um in den deutschen Kolonien nach dem System Adolf Miethes Farbaufnahmen aufzunehmen. Hierfür waren die Fotografen mit Apparaten der Firma Bermpohl ausgerüstet. Das Projekt wurde vom Reichskolonialamt administrativ unterstützt. Marquardt erreichte Anfang 1908 Sydney und reiste zuerst nach Deutsch-Neuguinea; besuchte dann Samoa und fuhr von dort aus via Sydney zu den deutschen Besitzungen in der Südsee. Im September 1908 erreichte er von Hongkong kommend Kiautschou. Es sind wahrscheinlich die ersten Farbfotografien, die in diesen Regionen überhaupt gemacht worden sind. Sie wurden erstmals 1909/1910 in dem Werk „Die Deutschen Kolonien“ veröffentlicht, das nach der Pleite des Internationalen Weltverlags 1908 durch die „Verlagsanstalt für Farbenphotographie Weller & Hüttich“ in Berlin produziert worden war, später aber auch in anderen Publikationen. Im Ersten Weltkrieg wurden einige von Marquardts Motiven in einer Postkartenserie „Kolonialkrieger-Spende“ veröffentlicht. Nach dem Krieg wurden Neuauflagen von „Die Deutschen Kolonien“ zwischen 1924 und 1926 herausgegeben.

### Weiteres Wirken

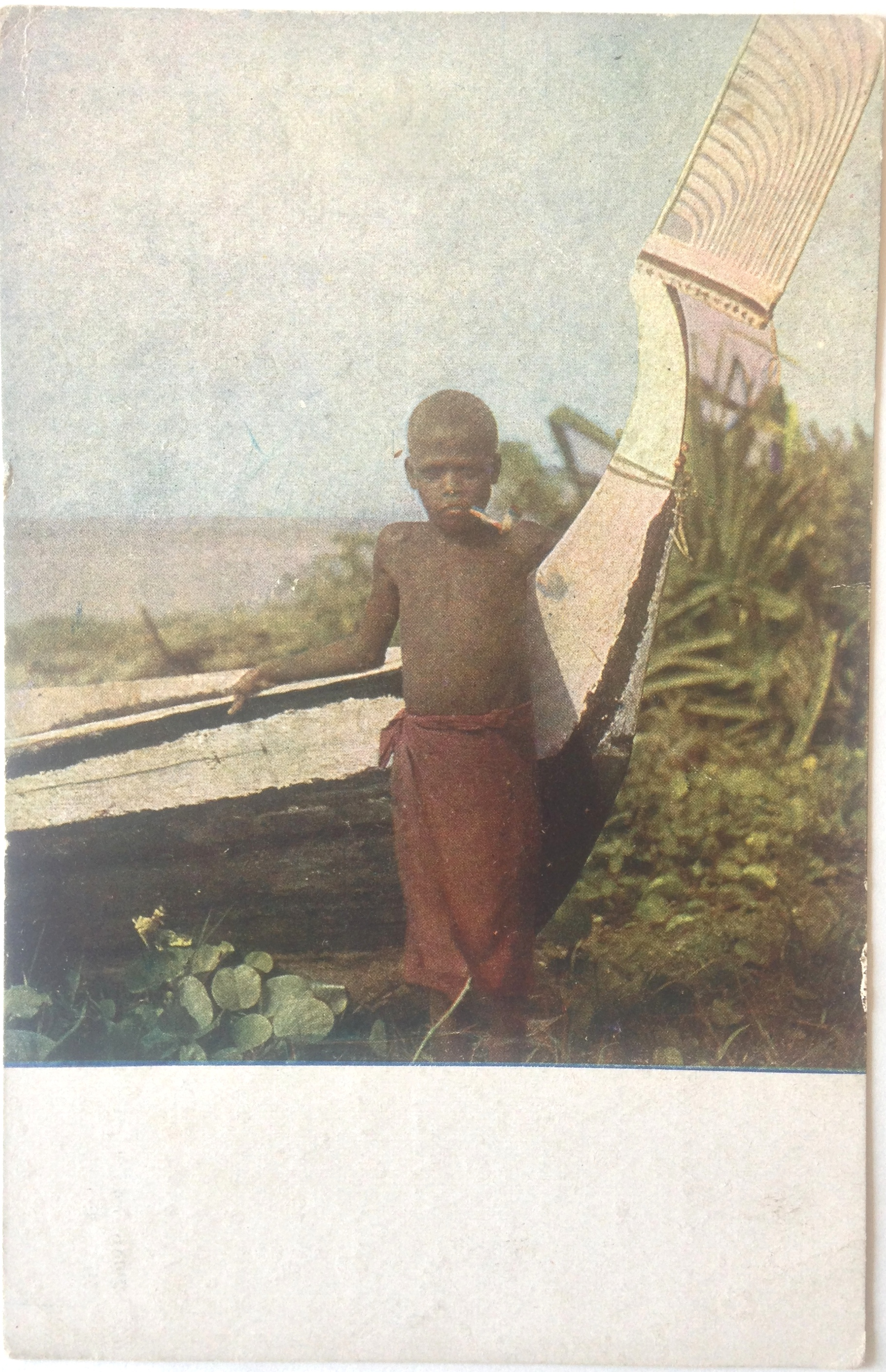
Kolonial-Kriegerspende. Bilder aus den deutschen Kolonien. Nr. 9: Knabe aus Neumecklenburg. Aufnahme: Bruno Marquardt, Februar/April 1908

Marquardt war ein versierter Farbfotograf, der möglicherweise an der farbfotografisch illustrierten Publikation „Die Welt in Farben“, die der Internationale Weltverlag ab 1906 als Mappenwerk herausbrachte, beteiligt gewesen ist. Nach 1908 konzentrierte er sich aber auf die Malerei. Seine Gemälde stellte er seit 1902 aus und wurde für seine Landschaften auch lobend erwähnt, u. a. 1908 für seine Werke, die auf der Ausstellung der Münchner Sezession gezeigt wurden und 1913 für seine Beteiligung an der Großen Berliner Kunstausstellung.
Ab Frühjahr 1913 war er längere Zeit in Italien (Rom und Sizilien) und plante 1914 ähnlich wie die Künstler Paul Klee, August Macke und Louis Moilliet eine Reise nach Nordafrika, die er aber wahrscheinlich nicht antrat. Westermanns Monatshefte brachten im Juli 1914 einen kurzen Bericht über Marquardt. Nach Ausbruch des Ersten Weltkriegs wurde er als Landsturmmann eingezogen und starb bei den Kämpfen um Verdun im Juni 1916.

### Familie
Marquardt blieb unverheiratet. Er hatte einen Bruder, Heinrich Paul Marquardt (1882–1903), der als Kaufmann in Berlin tätig war.

## Publikationen mit Fotografien Bruno Marquardts
- Deutsche Kolonialgesellschaft (Hrsg.): Farbenphotographien aus den Deutschen Kolonien. 48 farbenphotographische Aufnahmen nach der Natur. Im Anschluss an das Werk von W. Scheel „Deutschlands Kolonien“. Verlaganstalt für Farbenphotographie Weller & Hüttich. Berlin [1912/13].
- Hans-Ernst Pfeiffer (Hrsg.): Unsere schönen alten Kolonien. Mit einem Vorwort von Ernst Wilhelm Bohle. Mit 189 farbenphotogr. Abb. nach Naturaufn. v. R. Lohmeyer, Br. Marquardt. Ed. Kiewning und Helmut Blenck sowie 20 einfarb. Textabb. u. Karten v. d. Bildstelle d. Reichskolonialbundes. C. A. Weller. Berlin 1941.
- Willy Scheel: Deutschlands Kolonien in achtzig farbenphotographischen Aufnahmen. Verlaganstalt für Farbenphotographie Weller & Hüttich. Berlin 1912 (3 Auflagen)
- Kurd Schwabe (Hrsg.): Die Deutschen Kolonien, 2 Bände. Verlagsanstalt für Farbenphotographie Weller & Hüttich. Berlin 1909/1910.
- Kurd Schwabe, Paul Leutwein (Hrsg.): Die Deutschen Kolonien: Jubiläumsausgabe zur vierzigjährigen Wiederkehr des Beginns der deutschen Kolonialgeschichte. Vollst. neubearb., Verlaganstalt für Farbenphotographie Carl Weller. Berlin 1924/1925.
- Kurd Schwabe, Paul Leutwein (Hrsg.): Die Deutschen Kolonien. Verlaganstalt für Farbenphotographie Carl Weller. Berlin 1925/6 (ND Köln: Komet Verlag 2009).